# گابریلا چیپه
گابریلا چیپه (به انگلیسی: Gabriella Csépe) (زادهٔ ۱۳ ژوئن ۱۹۷۳) شناگر اهل مجارستان است.